# Regió d'Isoko
La regió d'Isoko és un territori de l'estat del Delta, al sud de Nigèria que està habitat pels isokos, els membres del grup ètnic que parlen la llengua isoko. La regió està dividida en dues LGAs, Isoko North (amb seu a Ozoro) i Isoko South (amb seu a Oleh).

## Geografia

### Localització
La regió d'Isoko està situada a l'estat del Delta, a Nigèria. També hi ha comunitats isokos que viuen a l'estat de Bayelsa.

### Clima
La regió d'isoko està en una zona de boscos tropicals plujosos, al delta del Níger. Gaudeix de moltes pluges i un alt grau d'humitat la majoria de l'any. Té un clima equatorial i té dues estacions: la seca (novembre-abril) i la humida (maig-octubre). L'estació seca està marcada pel vent harmattan que prové del nord-est i l'estació plujosa té una pausa seca al mes d'agost.

### Poblacions
Les poblacions més importants de la regió són:
| - Ada - Aradhe - Araya - Aviara - Bethel - Ellu - Emede - Emevor - Enhwe - Erowa | - Ibrede - Idheze - Igbide - Igbuku - Irri - Itebiege - Ivori - Ivrogbo - Iyede | - Ideye-Ame - Ofagbe - Okpe Isoko - Oleh - Olomoro - Onogboko - Orie - Otor-Owhe - Ovrode | - Owhe - Owhelogbo - Otibio - Oyede - Ozoro - Umeh - Uro - Utue - Uzere |

## Història
La regió d'Isoko va formar part de l'extingida Regió del Mig-Oest de Nigèria i posteriorment formà part de l'Estat de Bendel, abans que aquest fos dividit entre l'estat del Delta i l'estat d'Edo.

## Economia
La principal activitat econòmica de la regió d'Isoko és la producció agrària. La mandioca i el nyam són els principals productes agroalimentaris. També es produeix oli de palma. A més a més, també hi ha una limitada caça i pesca. El treball agrícola és protagonitzat per les dones, que també comercien amb els seus productes per a aconseguir altres necessitats de la llar. És comú que les dones vagin a vendre als mercats dels pobles del voltant els seus productes.
La mandioca és la base de la majoria de l'alimentació dels isokos. El garri, el starch meal (ozi) i l'egu són plats fets de mandioca.
Els darrers temps ha minvat la producció alimentària. Això ha estat atribuït a l'empobriment i el mal que estan patint els sòls degut als vessaments de les conduccions de petroli que travessen el seu territori. Això ha provocat conflictes amb les companyies petrolieres (entre elles la Shell) i ha donat lloc a enfrontaments i, recentment, a segrestos per a fer extorsions en comunitats veïnes.

## Demografia
No s'ha fet cap cens definitiu de la regió Isoko i per això les diferents estadístiques que existeixen són problemàtiques i han donat lloc a controvèrsies.

## Transports i infraestructures
Les bicicletes i les motos són el mitjà de comunicació més populars de la regió. El transport interurbà es fa en cotxe o autobusos.
La carretera principal de la regió uneix és la que uneix Asaba amb la carretera que va de Warri a Port Harcourt (la carretera Emu-Obiogo).

## Educació
A la regió d'Isoko hi ha moltes escoles secundàries i post-secundàries. Els isokos atorguen un valor important a l'educació. Hi ha escoles de formació de professorat. Les institucions educatives de post-primària més important són el Notre Dame College, d'Ozoro, la James Welch Grammar School d'Emevor, el Saint Joseph's Teacher's College d'Ozoro, el Sant Michael's College d'Oleh, el Bribina Grammar School d'Ozoro, l'Ofagbe Technical College d'Ofagbe, entre d'altres. Respecte a l'educació superior, hi ha un campus de la Universitat de l'estat del Delta a Oleh i una Escola Politècnica a Ozoro.